# 契沖
契沖（けいちゅう、寛永17年（1640年） - 元禄14年1月25日（1701年1月25日））は、江戸時代中期の真言宗の僧、国学者、歌人。

## 経歴
摂津国川辺郡尼崎（現在の兵庫県尼崎市北城内）で生まれた。釈契沖とも。俗姓は下川氏、字は空心。祖父・下川元宜は加藤清正の家臣であったが、父・善兵衛元全は250石の尼崎藩士から牢人（浪人）となったため、8人の子は長男を除いて出家したり養子として家を離れざるを得なかった。

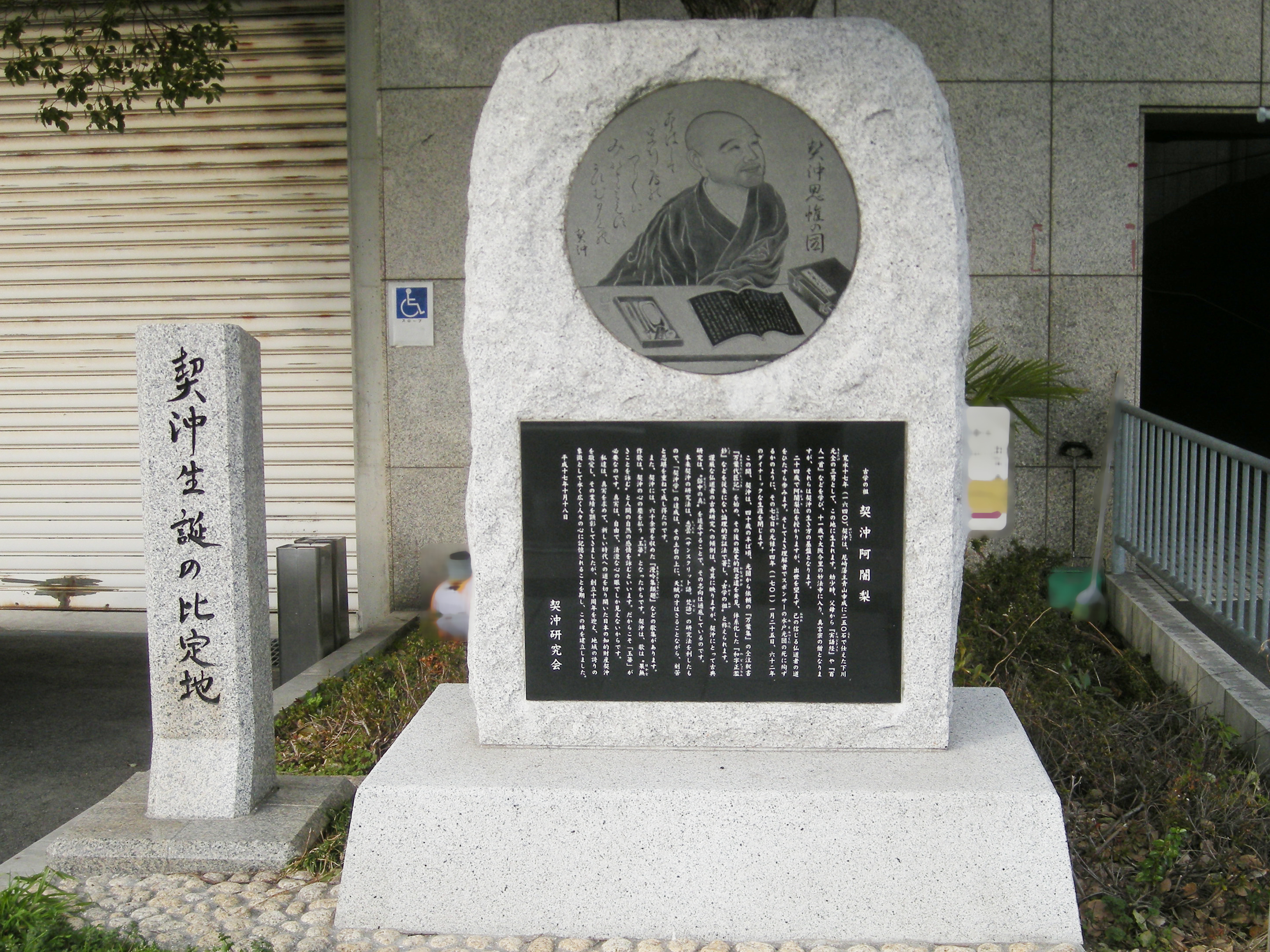
契沖生誕の比定地
尼崎市立中央図書館の南側

第3子である契沖は、幼くして11歳で摂津国東成郡大今里村（現在の大阪市東成区大今里）の妙法寺の丯定（かいじょう）に学んだ後、高野山で東宝院快賢に師事し、五部灌頂を受け阿闍梨の位を得る。
ついで摂津国西成郡西高津村（現在の大阪市天王寺区生玉町）の曼陀羅院の住持となり、その間に下河辺長流と交流し学問的な示唆を受けるが、俗務を嫌い畿内を遍歴して、大和国の長谷寺にいたり17日間も絶食念誦し、室生寺では37日間、命を捨てようとしたほどの激しい煉行をした。
高野山に戻り、円通寺の快円に菩薩戒を受け、その後、和泉国和泉郡久井村（現在の和泉市久井町）の辻森吉行や同郡万町村（現在の和泉市万町）の伏屋重賢のもとで、仏典、漢籍や日本の古典を数多く読み、悉曇研究も行った。延宝5年（1677年）に延命寺・覚彦に安流灌頂を受ける。延宝7年（1679年）に妙法寺の住持となった。
元禄3年（1690年）に当寺で母が亡くなったのを機として、摂津国東成郡東高津村（現在の大阪市天王寺区空清町）に円珠庵を建立して住持となった。元禄14年（1701年）1月、円珠庵にて62歳で入寂。最後の一日まで、弟子に教授し続けていたという。墓所は円珠庵にある。
なお、1891年（明治24年）に正四位を追贈されている。

### 詠んだ和歌
和歌の浦に至らぬ迄もきの國や心なくさのやまと言の葉

## 業績

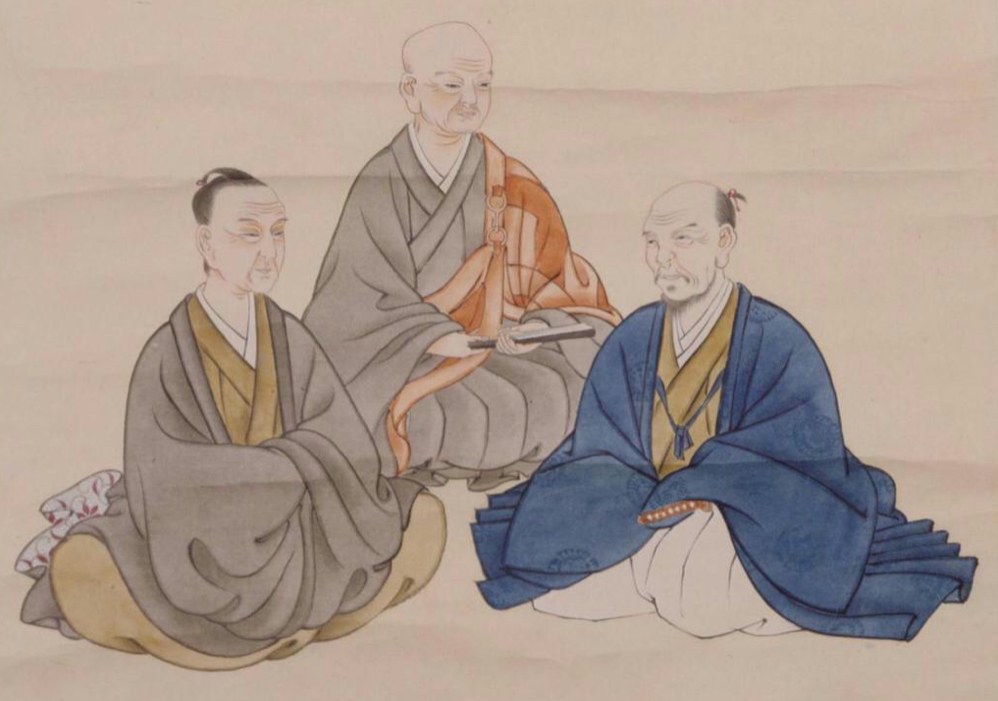
国学の三哲
左から本居宣長、契沖、賀茂真淵。

契沖が古典研究に勤しむようになるのは、妙法寺の住持となった延宝7年（1679年）以後である。著書は『厚顔抄』『古今余材抄』『勢語臆断』『源註拾遺』『百人一首改観抄』など数多いが、とりわけ『万葉代匠記』と『和字正濫鈔』は、実証的学問法を確立して国学の発展に寄与するなど、古典研究史上において時代を画するものであった。
徳川光圀から委嘱を受けた『万葉代匠記』は、文献資料に根拠を求めて実証することを尊重した『万葉集』の注釈書である。その結果、語法に規則性があることを見出すなど、現在の日本語学の基礎となる現象を多く指摘した。そうした『万葉集』の正しい解釈を求める内に、契沖は当時主流となっていた定家仮名遣の矛盾に気づき、歴史的に正しい仮名遣いの例を『万葉集』のみならず、『日本書紀』『古事記』『源氏物語』などの古典から採集して分類した。こうして成立したのが『和字正濫鈔』である。これに準拠した表記法は「契沖仮名遣」と呼ばれ、後世の歴史的仮名遣の成立に大きな影響を与えている。

## 著作集
- 『契沖全集』（全16巻、岩波書店）